# Montespertoli
Montespertoli – miejscowość i gmina we Włoszech, w regionie Toskania, w prowincji Florencja.
Według danych na rok 2004 gminę zamieszkiwały 11 354 osoby, 90,8 os./km².